# Kurt Masur
Kurt Masur (18. července 1927, Brzeg, Dolní Slezsko – 19. prosince 2015, Greenwich, Connecticut, USA) byl německý dirigent.

## Život
Během své kariéry dirigoval některé z nejslavnějších orchestrů světa jako jsou Newyorská filharmonie, Gewandhausorchester v Lipsku (1970–1996), Drážďanská filharmonie, Londýnská filharmonie anebo Francouzský národní orchestr. Několikrát se představil i na Pražském jaru, například v roce 2009 s Drážďanskou filharmonií a houslistkou Anne-Sophie Mutter.